# Chakib Akrouh
Chakib Akrouh (Bruxelles, 27 agosto 1990 – Saint-Denis, 18 novembre 2015) è stato un terrorista belga di origine marocchina, jihadista dell'ISIS e uno dei membri del commando responsabile degli attacchi coordinati di Parigi del 13 novembre 2015. È morto nel raid della polizia francese a Saint-Denis del 18 novembre, facendosi saltare in aria durante l'assedio.